# Cykl lizogeniczny

Schemat porównujący cykl lityczny (A) z cyklem lizogennym (B)

Cykl lizogeniczny, cykl lizogenny, lizogenia – namnażanie się wirusa polegające na wnikaniu materiału genetycznego wirusa do komórki gospodarzowej i jego replikacji wraz z DNA gospodarza, która nie prowadzi do lizy komórki. 
Pierwszym etapem cyklu lizogenicznego jest, podobnie jak w cyklu litycznym, wniknięcie materiału genetycznego wirusa do komórki. Następnie wirusowy DNA integruje do genomu gospodarza. W przypadku wirusów, których materiałem genetycznym jest RNA, RNA musi najpierw zostać przepisane na DNA w procesie odwrotnej transkrypcji. Wirus w genomie gospodarza nazywany jest prowirusem, a w przypadku bakteriofagów profagiem. Materiał genetyczny wirusa jest namnażany podczas replikacji genomu komórki i przekazywany do komórek potomnych. W pewnych sytuacjach (w tym warunkach stresowych) profag może zostać wycięty z genomu gospodarza i wejść w cykl lityczny.